# 陶璐娜
陶璐娜（1974年2月11日—），上海人。前中華人民共和國射擊女子運動員，奥运冠军，她當過上海市人大代表、全国政协委员、上海市竞技体育训练管理中心射击射箭运动中心主任、上海击剑自行车运动管理中心副主任。北京首都体育学院运动心理学硕士。

## 生涯
陶璐娜的啓蒙教練是翁紹興，陶璐娜還是13歲時就被翁紹興物色，入讀了上海南市區少體校，在翁教練的教導之下，陶璐娜的成績顯赫。
幾年後，陶璐娜成為上海射擊隊員，其教練為謝前喬。隨著時間過去，陶璐娜的天才橫溢吸引了當時中國國家射擊隊總教練、為中國在奧運中奪得首面金牌的許海峰，陶璐娜入選國家隊，成績繼續進步。在同年陶璐娜奪得射犛世界盃的冠軍，次年成功衛冕。1999年，全國射擊賽中，陶璐娜成為女子10米空氣手槍的冠軍、一年後的世界盃不但奪得了冠軍，更打破世界紀錄。
同年的悉尼奧運，陶璐娜憑著出眾的表現替中國摘下該屆奧運中的首面金牌。其後一年，陶璐娜獲得大大小小的冠軍。於釜山亞運中，陶璐娜為中國增添了三面金牌，並再次打破世界紀錄。2004年再度參與10米氣手槍項目，但在預賽中僅排38名，未能晉身決賽。
多哈亚洲运动会，她在12月3日進行的女子团体10米气手枪小項中，与郭文珺和陳穎以1161環奪得金牌。在2008年北京奥运会射击选拔赛中，陶璐娜再最后阶段“功亏一篑”败给郭文珺，未能获得奥运门票。2008年后，陶璐娜暂退并生子，后成为上海击剑自行车运动管理中心副主任。
2011年，陶璐娜复出参加选拔赛，由于成绩优异而再次回到了国家队，但在2012年3月的奥运会组队选拔赛中陶璐娜在三场比赛中夺得一次第五，两个第三，最后的奥运积分不敌郭文珺和苏玉玲，无缘伦敦奥运会。